# T34 Calliope
El Sherman Calliope era un lanzacohetes múltiple montado en un tanque utilizado por el ejército de los Estados Unidos durante la Segunda Guerra Mundial. El lanzador se colocaba encima del M4 Sherman, con sus prominentes bastidores laterales verticales anclados firmemente a los lados de la torre, y disparaba un aluvión de proyectiles M8 de 4,5 pulgadas (114 mm) desde 60 tubos de lanzamiento. Fue desarrollado en 1943; pequeños números fueron producidos y fueron utilizados por varias unidades blindadas de los Estados Unidos en 1944-45. Adopta su nombre del instrumento musical "Calíope", también conocido como el órgano de vapor, que tenía tubos paralelos o agrupados similares, y que históricamente había existido en los barcos de vapor del río Misisipi en los Estados Unidos, o como es más comúnmente conocido y asociado con la tradicional "música de circo".

## Variantes
- Lanzador de cohetes T34 (Calliope) - Versión con 60 tubos de 114 mm. Los tubos estaban dispuestos de la siguiente forma: una hilera de 36 en la parte superior y dos de 12 desechables en la inferior (en el carro M4A1 no era posible desechar los tubos).

- Lanzador de cohetes T34E1 (Calliope) - Igual que el modelo anterior con la salvedad de que los tubos desechables fueron reemplazados por hileras de 14 tubos.

- Lanzador de cohetes T34E2 (Calliope) - El calibre de los cohetes se incrementó de 114 mm a 183 mm (7,2 pulgadas). El número de tubos se mantuvo en 60.

- Datos: Q2272396
- Multimedia: T34 Calliope / Q2272396